# Furtună supercelulară

Fluxurile de aer încărcate cu umiditate intră prin laterala bazei precipitațiilor și se ridică într-o regiune liniară de curenți ascendenți calzi unde partea superioară a norului de furtună este răsturnată de curenții de forfecare de mare altitudine. Acești curenți rapizi creează vorticitate orizontală care este înclinată în interiorul curenților ascendenți pentru a deveni vorticitate verticală, și masa norilor se învârte după cum se înalță până la vârf, care poate fi la 17,000 metri sau 21,000 metri pentru formațiunile mari. Aerul încărcat cu umiditate este răcit suficient pentru a produce precipitații după cum este rotit spre regiuni mai reci, reprezentate de aerul turbulent al norilor mammatus unde aerul cald este deasupra celui rece. Vârful este format acolo unde vânturile de forfecare blochează creșterea pentru o perioadă, până când o mică portiță pentru aerul care se ridică este permisă prin vârf; Aerul rece din partea dreaptă a imaginii poate sau nu poate forma un nor raft, dar zona de precipitații apare acolo unde zona de căldură principală a furtunii cu ajutorul căreia se dezvoltă se intersectează cu aerul rece. După cum aerul uscat și rece circulă în aerul cald și saturat, baza norului va forma, frecvent, un zid de nori cu baza acestuia experimentând o regiune întinsă și plată, care, în cazurile extreme, formează tornade.

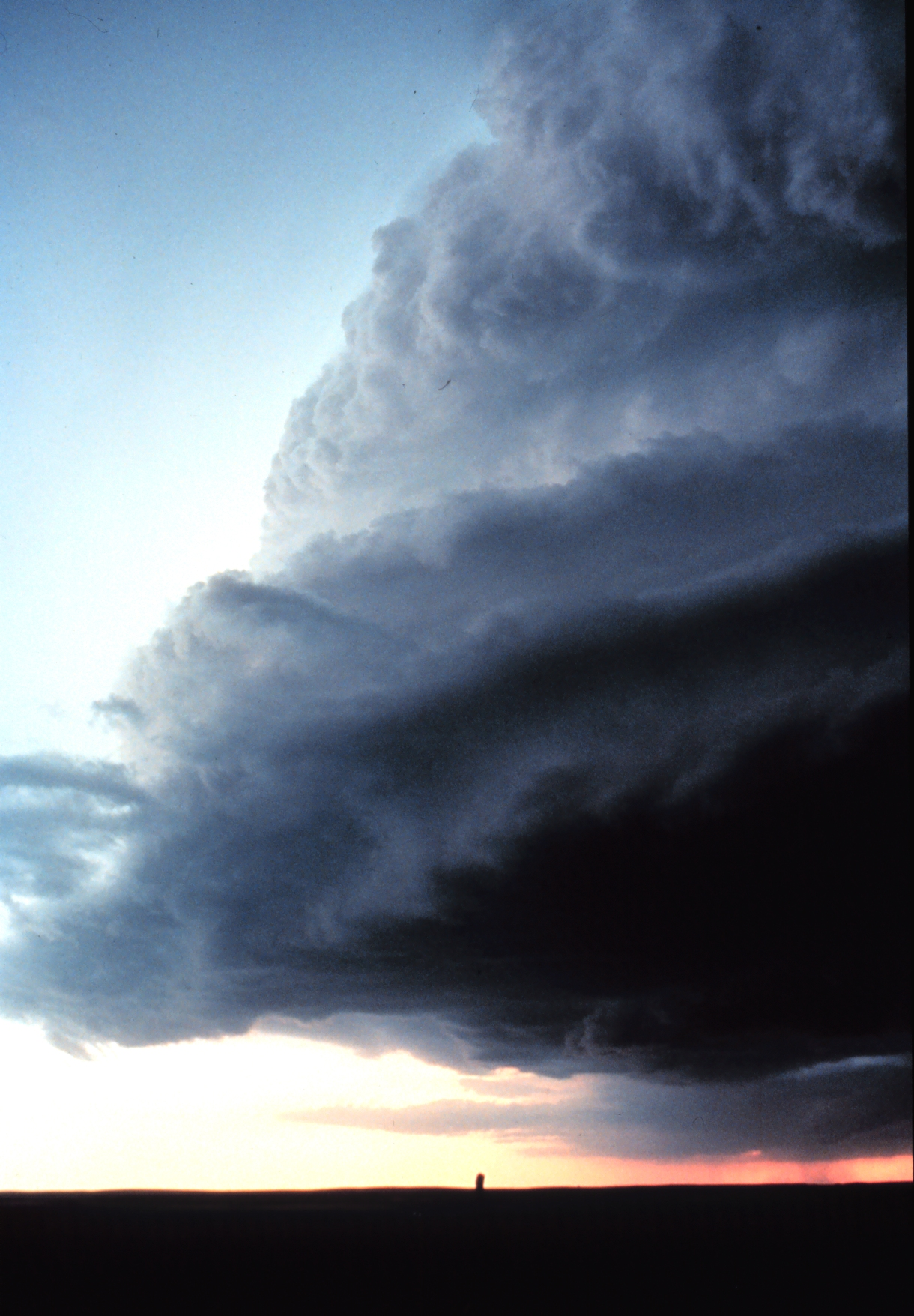
O furtună supracelulară cu precipitații mici. Norii de tip raft se formează atunci când o masă de aer rece trece, în fluxuri, pe sub aerul saturat și cald.

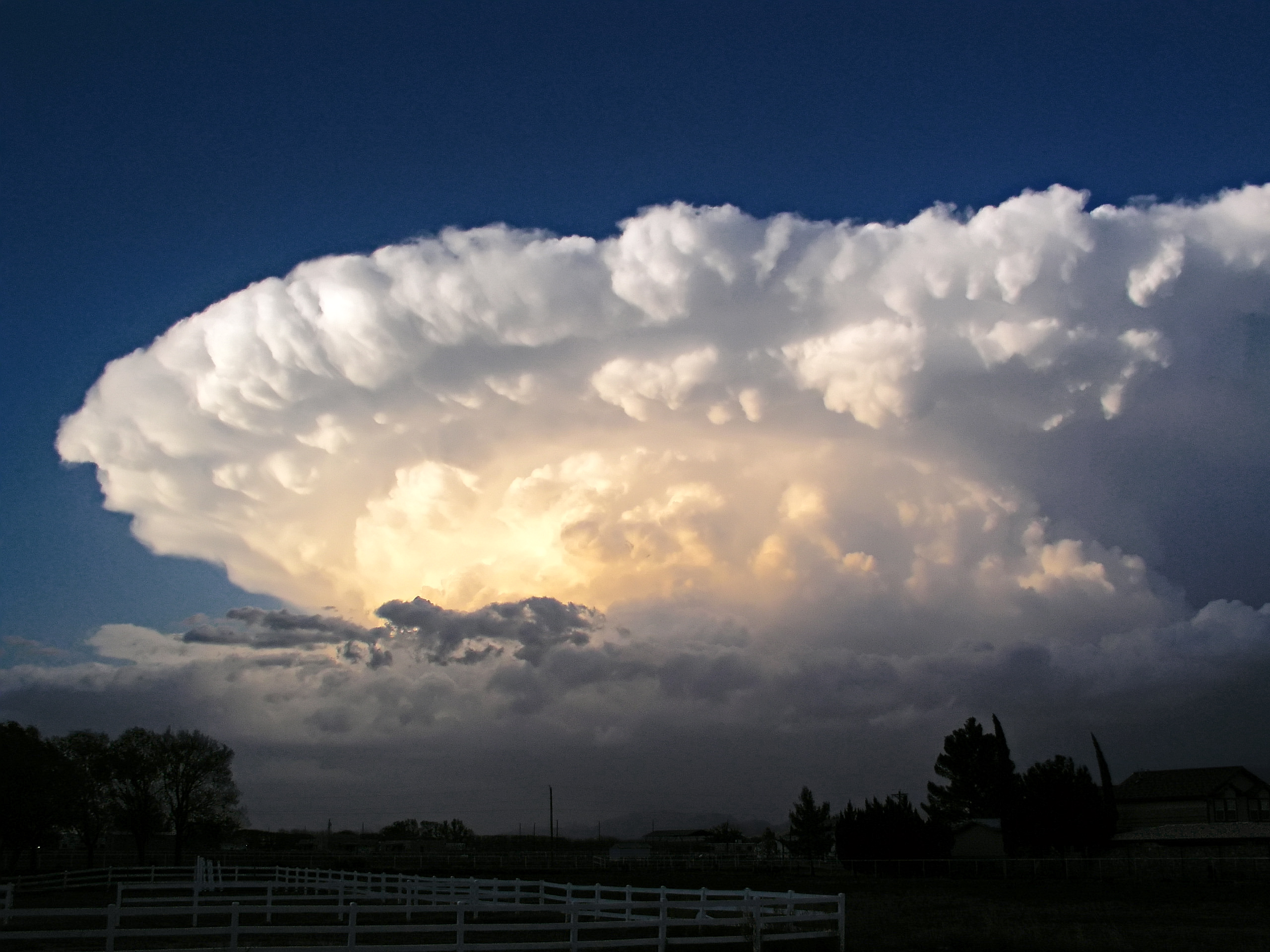
O furtună suprecelulară. În timp ce tipurile obișnuite de furtuni (o singură celulă, multi-celulă etc) sunt similare în aspect, furtunile supercelulare se deosebesc de celelalte prin rotația lor masivă.

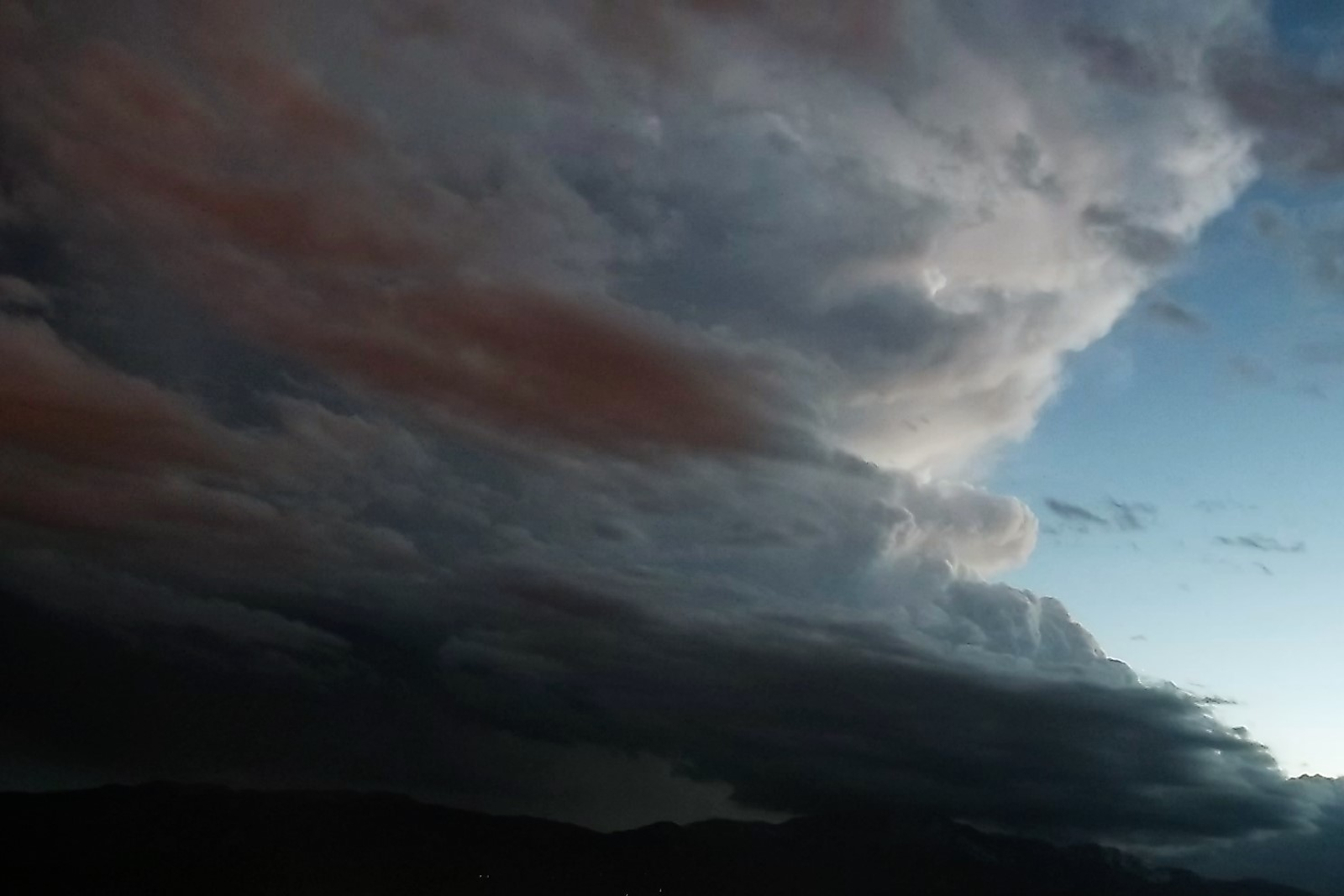
O furtună supercelulară deasupra Pikes Peak, văzută de la Palmer Park.

O furtună supercelulară este caracterizată prin prezența unui mezociclon: curenți ascendenți adânci care se rotesc persistent. Din acest motiv aceste furtuni sunt uneori numite furtuni rotative. Dintre cele trei clasificări ale furtunilor (supercelulare, multicelulare, monocelulare), furtunile supercelulare sunt cele mai rare dintre toate și au potențialul de a fi cele mai severe. Furtunile supercelulare sunt deseori izolate de alte furtuni și pot domina vremea locală pe o distanță de 32 de kilometri (20 mile). În medie durata lor este de 2-4 ore.
Furtunile supercelulare sunt deseori clasificate în trei tipuri: Clasice, Precipitații scăzute (PS sau LP) și Precipitații mari (PM sau HP). Furtunile supercelulare cu precipitații scăzute sunt de obicei găsite în zone cu climat mai arid, cum ar fi câmpiile înalte ale Statelor Unite ale Americii, și cele cu Precipitații Mari sunt de cele mai multe ori găsite în zonele cu climat umed. Furtunile supercelulare pot să se formeze oriunde în lume dacă există condiții de vreme corespunzătoare, dar sunt cele mai des găsite în Marile Câmpii ale SUA într-o zonă cunoscută sub numele de Aleea Tornadelor dar și în Culoarul Tornadelor din Argentina, Uruguay și Sudul Braziliei.

## Caracteristici
Furtunile supercelulare sunt găsite a fi izolate de alte furtuni, chiar dacă acestea pot fi încorporate uneori și în alte furtuni. Tipic, furtunile supercelulare sunt aflate în sectoarele calde ale sistemelor de presiune scăzută propagându-se, în general, într-o direcție de Nord-Est într-o linie cu frontiera de aer rece ale sistemului de presiune scăzută. Deoarece pot dura și câteva ore, sunt cunoscute sub numele de furtuni cvasi-echilibrate. Aceste furtuni au capabilitatea de a devia de la vântul principal. Dacă deviază la stânga sau la dreapta de acest curent (relativ cu vânturile de forfecare verticale), acestea sunt spuse a fi "mișcători de dreapta" respectiv "mișcători de stânga". Furtunile supercelulare pot dezvolta uneori două regiuni cu curenți ascendenți separați cu rotație opusă, ceea ce separă furtuna în două supercelule; una cu mișcare de stânga și una cu mișcare de dreapta.
Furtunile supercelulare pot avea orice mărime - mari sau mici, cu vârful mic sau mare. În mod normal produc cantități enorme de grindină, ploaie torențială, vânturi de la moderat la foarte puternice sau devastatoare. Aceste furtuni sunt unele dintre puținele care pot dezvolta tornade în interiorul mezociclonului, chiar dacă doar 30% fac asta.

## Geografie
Furtunile supercelulare pot avea loc oriunde în lume dacă există condițiile necesare de vreme. Prima furtună care a fost identificată ca fiind o supercelulă a fost furtuna deasupra Wokingham, Anglia, care a fost studiată de Keith Browning și Frank Ludlam în 1962. Browning a făcut lucrarea inițială, fiind urmat de Lemon și Doswell care au dezvoltat, împreună, conceptul modern de supercelulă. În măsura în care sunt disponibile înregistrările, supercelulele sunt cele mai comune în Marile Câmpii din partea centrală a SUA și în Sudul Canadei, extinzându-se până în sud-estul SUA și Nordul Mexicului; Argentina de est-centrală și regiunile adiacente ale Uruguay; Bangladesh și unele părți din India de Est; Sudul Africii; și estul Australiei. Furtuni supercelulare se dezvoltă ocazional și în multe alte regiuni din latitudinea mijlocie, incluzând Estul Chinei și prin toată Europa. Zonele cu cea mai mare frecvență de furtuni supercelulare sunt similare cu cele care au cele mai frecvent tornade; vezi Aleea Tornadelor din SUA.

## Anatomia unei supercelule
Modelul curent al unei supercelule a fost descris în Evoluția Severă a Furtunilor și Structura Mezociclonului în Relație cu Geneza Tornadelor de Leslie R. Lemon și Charles A. Doswell III.
Supercelulele își derivă rotația prin înclinația orizontală a vorticității (un vortex orizontal invizibil) cauzat de vânturile de forfecare. Curenții ascendenți puternici ridică aerul înclinat orizontal și îl forțează să se întoarcă pe o axă verticală. Acest proces formează curenții ascendenți care se rotesc, numiți mezociclon.
Un vârf sau inversia acestuia este de obicei necesară pentru a forma un curent ascendent de intensitate suficientă. Vârful pune un strat inversat (cald-peste-rece) peste un strat de frontieră normal (rece-peste-cald), și prin prevenirea ridicării aerului cald, permite formarea:
- Aerul de sub vârf se încălzește și/sau devine mai umed
- Aerul deasupra vârfului se răcește

Acest proces creează un strat mai cald, saturat sub un strat mai rece, care crește în instabilitate (deoarece aerul cald este mai puțin dense și tinde să se ridice). Când vârful slăbește sau se mișcă, urmează o dezvoltare explozivă.
În America de Nord, supercelulele se arată, de obicei, pe radarul Doppler cu un punct de pornire pe partea de sud-vest, mișcându-se spre nord-est. Precipitațiile masive sunt de obicei pe partea de sud-vest, terminându-se abrupt de repede în baza precipitațiilor sau în curenții ascendenți principali (care nu sunt vizibili pe radar). Curenții descendenți ai flancului din spate, DFS sau RFD, poartă precipitații în sensul invers al celor de ceasornic în jurul părții de nord și nord-vest al bazei curenților ascendenți, producând un "hook ecou" care indică prezența unui mezociclon.
|  |  |  |

### Structura unei supercelule

Structura unei supercelule. Vedere din Emisfera Nordică

Diagramă a unei supercelule văzută de deasupra. RFD sau DFS: curenții descendenți din spate, FFD sau DFF: curenții descendenți din față, V: crestătură în formă de V, U: curenții ascendenți principali, I: Curenții ascendenți/descendenți, H: "hook ecou"

#### Vârful sau Cupola
Această "cupolă" apare deasupra locației celor mai puternici curenți ascendenți pe "nicovala" furtunii. Este rezultatul unui curent ascendent extrem de puternic; suficient de puternic pentru a pătrunde în nivelurile troposferei. Un observator situat pe pământ este prea aproape de furtună și nu poate vedea formarea acestei "cupole" deoarece "nicovala" blochează vederea ei. Vârful este vizibil cu ajutorul imaginilor din satelit și este observat ca o "umflătură" sau "cupolă" în mijlocul suprafeței superioare a "nicovalei" norului.

#### Nicovala
O nicovală se formează atunci când curenții ascendenți ai unei furtuni se ciocnesc cu nivelurile superioare ale celui mai de jos strat al atmosferei, numit și troposferă, și nu are unde altundeva să se ducă din cauza legilor dinamicii fluidelor - mai specific ale presiunii, umidității și densității. Nicovala este foarte rece și lipsită de  precipitații.  Din cauza faptului că se află atât de puțină umiditate în interiorul acesteia, vânturile pot circula fără blocaje. Norii își iau acest aspect când aerul care se ridică atinge înălțimii cuprinse între 15,200 și 21,300 de metri (50,000 sau 70,000 ft) sau chiar mai mult. Caracteristicile distinctive ale nicovalei este că aceasta reiese în fața furtunii ca un raft. În unele cazuri, se poate forfeca înapoi, numindu-se o "nicovală forfecată înapoi", un alt semn al prezenței unui curent ascendent foarte puternic.

#### Baza lipsită de precipitații
Această zonă, de obicei situată pe partea sudică a furtunii în America de Nord, este relativ lipsită de precipitații. Este poziționată sub curentul ascendent principal și reprezintă zona principală de intrare. În timp ce precipitațiile nu sunt vizibile unui observator, grindină de mărime considerabilă poate fi observată în această zonă. Regiunea de acest tip al zonei este numită "seiful". Este numită, în mod mai corect, zona curenților ascendenți principali.

#### Zidul de nori
Zidul de nori se formează în apropierea curenților descendenți/ascendenți. Această "interfață" reprezintă zona dintre zona de precipitații și zona lipsită de precipitații. Zidul de nori se formează când aerul răcit de ploaie de la curenții descendenți este tras în curenții ascendenți. Acest aer rece și umed este saturat rapid și după cum este ridicat de curenții ascendenți, formează un nor care pare a "coborî" din baza zonei lipsită de precipitații. Zidurile de nori sunt mai comune și nu sunt neapărat exclusive furtunilor supercelulare; doar un mic procentaj produc o tornadă, dar dacă o furtună de acest tip produce o tornadă de obicei se pot găsi și ziduri de nori care durează mai mult de 10 minute. Zidurile de nori care par a se mișca violent în sus și în jos, cât și mișcări violente ale părților norului (scud sau fractus) în apropierea zidului de nori indică posibilitatea formării unei tornade.

#### Norii Mammatus
Mammatus (Mamma, Cumulus Mammato) sunt formațiuni de nori sub formă de bulb sau pernă care se extind de sub nicovala unei furtuni. Acești nori se formează după cum aerul rece din regiunea de nicovală a furtunii coboară în aerul mai cald de sub acesta. Mammatus sunt mai vizibili când sunt luminați de la o parte la cealaltă sau de dedesubt și sunt, așadar, în forma lor cea mai impresionantă atunci când soarele apune sau la scurt timp după ce răsare soarele când acesta este jos pe cer. Mammatus nu sunt nori exclusivi supercelulelor și pot fi asociați cu dezvoltarea furtunilor și a norilor de tip cumulonimbus.

#### Curentul descendent din față
Această zonă este în general zona cu cele mai grele și mai multe precipitații răspândite pe o zonă largă. Pentru cele mai multe supercelule, nucleul precipitațiilor este legat de un nor raft care rezultă din aerul răcit de ploaie din interiorul zonei de precipitații care se răspândește în afară și interacționează cu aerul umed și mai cald din exteriorul celulei. Între zona lipsită de precipitații și curentul descendent din față, se poate observa o caracteristică distinctivă. În supercelulele cu precipitații mari o zonă cu precipitații masive se poate forma sub zona cu curenții ascendenți principali unde seiful va fi observat, alternativ, cu supercelulele clasice.

### Curentul descendent din spate
Curentul descendent din spate al unei supercelule este o caracteristică foarte complexă și neînțeleasă pe deplin încă. Acest curent apare în interiorul supercelulelor clasice și a celor de precipitații mari, chiar dacă unii curenți au fost observați prezenți și la supercelulele cu precipitații mici sau scăzute. Curentul descendent din spate al unei supercelulele se crede a juca o parte importantă în geneza tornadelor prin strângerea constantă a rotației pe suprafața mezociclonului. Acești curenți sunt cauzați de vânturi de control de nivel mijlociu al unei supercelule ciocnindu-se cu curenții ascendenți superiori mișcându-i în toate direcțiile; în special curentul care este redirecționat în jos este numit în acest fel. Această scurgere continuă de aer relativ rece, din cauza interacțiunii dintre punctele de rouă (dew points în engleză), umiditate, și condensarea maselor de aer convergente, poate atinge viteze foarte mari și este cunoscută ca producând pagube foarte puternice provocate de vânturile intense pe o distanță largă. Semnătura pe radar al acestor curenți descendenți din spate este o structură ca un cârlig în care aerul care coboară aduce cu el precipitații.

#### Seiful
Un seif nu este neapărat observat doar cu supercelule. Acest seif poate fi identificat doar vizibil din cauza faptului că este observat a fi lipsit de precipitații dar în mare parte conține grindină de mărimi mari. Pe radarul Doppler este observat ca "ecoul" regiunii de precipitații foarte mari cu un gradient perpendicular cu curentul descendent din spate.

#### Linia de cotitură
O astfel de linie este o linie care conține nori precum nimbus, cumulus sau cumulonimbus cu care se formează când aerul cald care se ridică este tras de curentul ascendent principal. Din cauza convergenței și a ridicării pe durata acestei linii, un anumit tip de tornade care au loc în afara mezociclonului pot apărea pe marginea acestei regiuni.

### Caracteristicile unei supercelule observate pe radar
- Hook ecou sau Pandantiv

Mapa reflectivității pe radar

"Hook echo" este zona de confluență dintre curentul/curenții ascendenți principal/i și curentul descendent din spate. Acest lucru indică poziția unui mezociclon și probabil al unei tornade.
- Regiunea mărginită și slabă eco

Aceasta este o regiune cu o reflectivitate scăzută pe radar mărginită deasupra unei regiuni cu o reflectivitate ridicată pe radar cu un curent ascendent neînclinat .Acest lucru este o dovadă a unui curent ascendent puternic și de multe ori prezența unei tornade.
- Fluxul de intrare

Un "flux" de reflectivitate slabă pe radare în zona de intrare a unei celule. A nu se confunda cu un "flux" în V.
- Flux în V

Un flux crestat în formă de V pe marginea celulei, deschizându-se departe de curentul descendent principal. Acest lucru indică fluxul divergent din jurul unui curent ascendent puternic.
- Grindină ascuțită

Această regiune este o regiune de ecouri slabe găsite radial în spatele reflectivității principale ale nucleului la elevații mai mari atunci când grindina mare este prezentă.

## Variațiile unei supercelule
Furtunile supercelulare sunt uneori clasificate de meteorologi și de vânătorii de furtuni în trei categorii. Chiar și așa, nu toate supercelulele pot fi incluse în una dintre aceste categorii, fiind furtuni hibrid, și multe supercelule pot fi categorisite doar în alte categorii diferite în funcție de perioada lor de viață. Definiția standard dată mai sus se referă la o supercelulă clasică. Toate tipurile de supercelule produc vreme severă.

### Precipitații scăzute (PS)

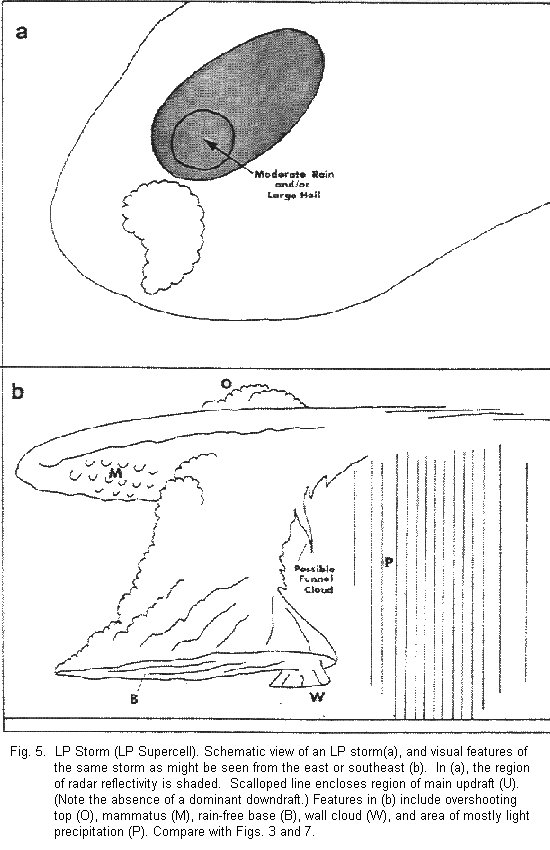
Schemele de o supercelulă cu precipitații scăzute

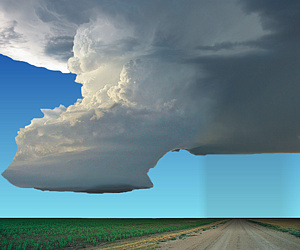
Imagine idealizată a unei supercelule PS

Supercelulele PS conțin un nucleu mic și relativ ușor de precipitații (ploaie/grindină) care este separat bine de curenții ascendenți. Curentul ascendent este intens și supercelulele PS sunt furtuni dominante de intrări. Partea superioară a curentului ascendent este de obicei înclinată puternic și are mișcarea deviantă spre dreapta mai puțină decât pentru celelalte tipuri de supercelule.  Curentul descendent din față este notabil mai slab decât pentru celelalte tipuri de supercelule și curentul descendent din spate este mult mai slab - uneori chiar și absent vizual. Precum supercelulele clasice, supercelulele cu precipitații scăzute sau PS tind a se forma în interiorul vânturilor de forfecare de nivel mediu spre înalt, cu toate acestea, mediul atmosferic ce duce la formarea lor nu este bine înțeles. Umiditatea atmosferei, în particular adâncimea stratului uscat pare a fi de asemenea important cât și nivelurile de forfecare de la mic la mediu pot fi, de asemenea, importante.
Acest tip de supercelule pot fi ușor identificate cu striațiile "sculptate" de nori în baza curentului ascendent sau prin prezența altor forme la bază, în comparație cu supercelulele clasice. Acest lucru se datorează faptului că acestea se formează de obicei în condiții de umiditate scăzută, lăsând supercelulele în sine cu puțină umiditate disponibilă în ciuda faptului că acestea au vânturi de nivel mediu spre mare în regiunea superioară. Acestea dispar mult mai des decât să se formeze într-o supercelulă clasică sau una cu precipitații mare, deși nu este imposibil, în special când acestea se mută în apropierea maselor cu umiditate ridicată. Aceste supercelule au fost descrise pentru prima dată oficial de către Howard Bluestein la începutul anului 1980, deși vânătorii de furtuni le-au observat abia prin anul 1970.
Aceste supercelule rareori produc tornade și acestea care se formează tind să fie slabe sau mici chiar dacă au fost observate și tornade puternice. Aceste furtuni chiar dacă produc mai puține precipitații și producând nuclee de precipitații mai mici pot duce la formarea de grindină mare. Aceste furtuni pot produce grindină de mărimea mingilor de baseball în aerul liber unde nu este vizibilă nicio ploaie. Aceste supercelule sunt, de asemenea periculoase pentru oameni și animale care sunt prinși/prinse afară pe durata acestei furtuni, cât și pentru vânătorii de furtuni și observatorii acestora. Din cauza faptului că aceste furtuni nu au un nucleu de precipitații mari, acest tip de supercelule pot produce reflectivitate mică pe radare fără evidența clară a prezenței unui "hook ecou", în timp ce acestea pot produce o tornadă în acest timp. Supercelulele cu precipitații scăzute ar putea nu fi observate pe datele reflective decât prin intervenția unui expert care îi cunoaște caracteristicile pe radare. Aici intervin observațiile făcute de oamenii de pe teren în adiție pentru informațiile radarului Doppler. Descărcările electrice pot fi mai puțin frecvente decât în cazul celorlalte tipuri de supercelulele, dar chiar și așa uneori aceste supercelule pot produce multe descărcări, chiar dacă cele mai multe dintre ele au loc în interiorul norului și nu între nor și pământ.  
În America de Nord, aceste furtuni sunt cel mai vizibile a se forma în zonele semi-aride ale Marilor Câmpii pe perioada primăverii și a verii. Mutându-se de la est la sud-est, se întâlnesc deseori cu mase de aer umede de la Golful Mexic, conducând la formarea de supercelule cu precipitații mari în zonele de vest de la Interstate 35 înainte de a se disipa la distanța semnificativă spre est. Supercelulele PS au fost observate la fel de departe de est ca și Illinois sau Indiana. Aceste supercelule pot apărea la fel de departe de nord ca și Montana, Dakota de Nord, și chiar și în provinciile Alberta, Saskatchewan și Manitoba în Canada. Au fost de asemenea observate și de vânătorii de furtuni în Australia și Argentina (Pampas).
Supercelulele PS sunt destul de căutate de vânători, deoarece acestea produc doar o cantitate limitată de precipitații făcând observarea tornadelor de la o distanță sigură mult mai puțin dificilă spre deosebire de supercelulele cu precipitații mari sau cele clasice. Pe perioada primăverii și a verii timpurii, zone în care aceste supercelule sunt deseori observate sunt la sud-vest de Oklahoma și nord-vestul Texasului, împreună cu alte părți de vest ale Marilor Câmpii.

### Precipitații mari (PM)

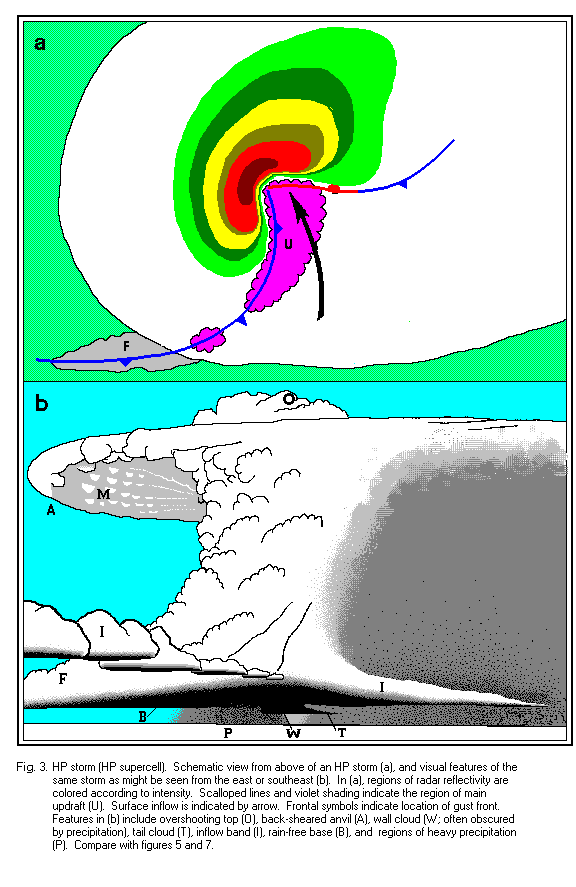
Schemele unei supercelule cu precipitații mari (PM)

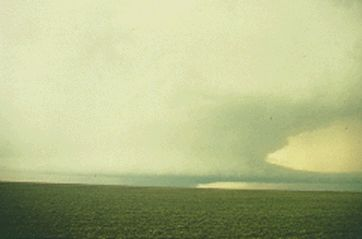
O supercelulă PM

Supercelulele PM au un nucleu cu precipitații mult mai mari care se pot întinde pe toată distanța mezociclonului, făcând înconjurul lui. Aceste furtuni sunt foarte periculoase, din moment ce mezociclonul este acoperit de apă și poate ascunde o tornadă (dacă există) de vedere. Aceste furtuni pot cauza de asemenea inundații din cauza ploilor, a tornadelor slabe etc, chiar dacă sunt bine cunoscute pentru provocarea unor tornade foarte puternice. Au un potențial mai scăzut decât la supercelulele clasice sau cele cu precipitații scăzute (PS) de a produce grindină și pagube asociate acesteia, chiar și așa pagubele produse de grindină nu sunt excluse. Au fost observate de unii vânători că acestea tind să producă mai multe trăsnete și fulgere decât celelalte tipuri de supercelule. De asemenea, spre deosebire de cele clasice și cele PS, evenimente severe apar de obicei la frontiera sud-estică a furtunii. Aceste supercelule sunt cele mai comune supercelule în Statele Unite ale Americii din partea de Est și Interstate 35, în părțile de Sud respectiv la provinciile Ontario și Quebec din Canada, și în porțiunile centrale din Argentina și Uruguay.

### Mini-supercelule
Întrucât supercelulele clasice, PM și PS se referă la diferite cantități de precipitații și mărimi ale mezociclonului, o altă variație a fost identificată la începutul anilor 1990 de către Jon Davies. Aceste furtuni mai mici au fost numite inițial supercelule-mini , dar acum sunt frecvent menționate ca supercelule cu partea superioară scăzută. Acestea sunt de asemenea subdivizate în clasice, PM și PS.

## Efecte

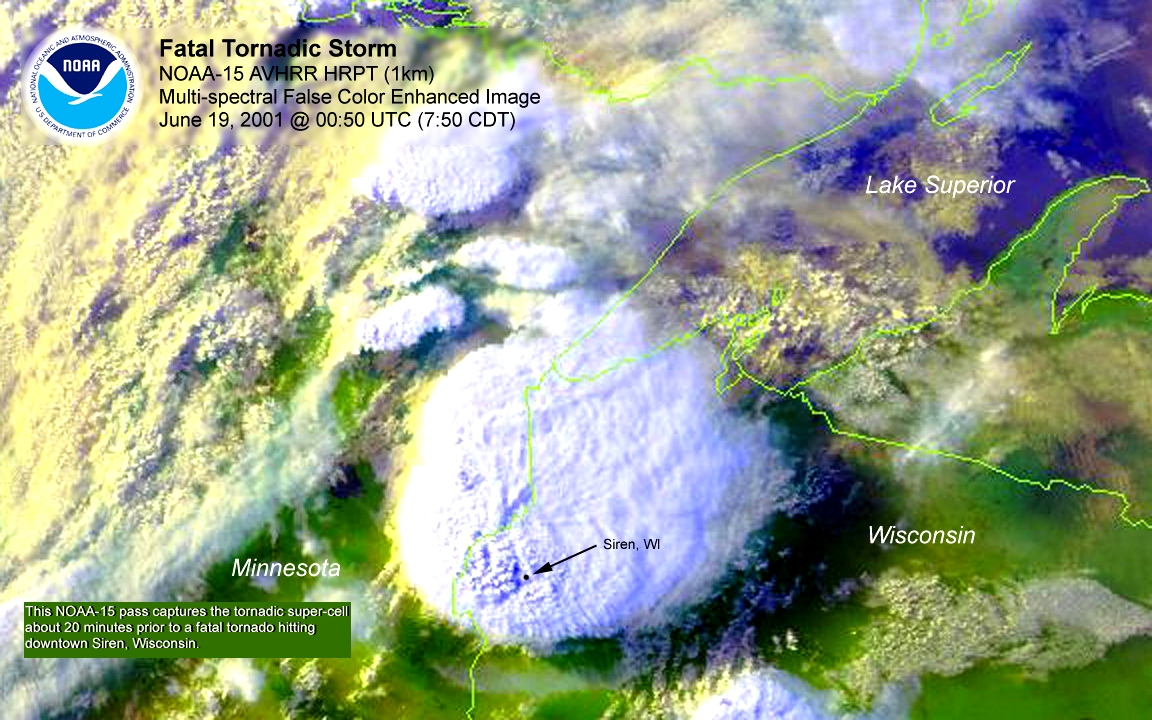
Vedere din satelit al unei supercelule

Supercelulele pot produce grindină mare, vânturi devastatoare, tornade mortale, inundații, trăsnete periculoase și ploaie foarte mare.
Evenimente severe asociate cu supercelule au loc, aproape de fiecare dată, în interfața curentului ascendent/descendent.
În timp ce tornadele sunt, probabil, cea mai dramatică parte al acestor evenimente severe, toate sunt periculoase. Vânturile puternice cauzate de fluxul puternic pot atinge și 148 km/h (92 mph) . Inundațiile sunt principala cauză de deces asociată cu aceste evenimente severe.
De reținut faptul că niciunul dintre aceste evenimente nu sunt exclusive doar supercelulelor, doar că aceste evenimente sunt foarte predictibile odată ce o supercelulă s-a format.

## Exemple
O furtună supercelulară este un eveniment global, care apare în toate zonele din lume în diferite forme variate.

### Asia
Unele raporturi sugerează că pe data de 26 iulie 2005 în Mumbai, India un potop a fost cauzat de o supercelulă atunci când asupra orașului se afla o formațiune de nori de 15 km (9.3 mi). În această zi, 944 mm (37.2 in) de ploaie a căzut asupra orașului, dintre care 700 mm (28 in) a căzut doar în câteva ore. Ploaia a fost însoțită de curenți puternici, care au înrăutățit condițiile.
Supercelulele apar de obicei în perioada Martie-Mai în Bangladesh, Vest de Bengal și în regiunea de nord-est a statelor Indiene incluzând Tripura. Supercelulele care pot produce vânturi foarte puternice cu grindină și ocazional tornade sunt observate în aceste regiuni, cu ele de asemenea apărând pe Câmpiile Nordice ale Indiei și Pakistan. Pe data de Martie 23, 2013 o tornadă masivă și-a făcut loc prin districtul Brahamanbria în Bangladesh, ucigând 20 de oameni și rănind alți 200.

### Australia
Pe data de 14 aprilie 1999, o furtună puternică mai târziu clasificată ca o supercelulă a lovit coastele de est ale Noului Wales de Sud. Este estimat că furtuna a produs 500,000 de tone de grindină de-a lungul drumului. La acea perioadă era cel mai costisitor dezastru din istoria economică a Australiei, cauzând pagube aproximative de 2.300.000.0$, dintre care 1.700.000.0$ au fost acoperite de asigurare.
Pe 27 februarie 2007, o supercelulă lovește Canberra, producând aproape 39 de cm (15 in) de gheață în Civic. Gheața a fost atât de grea încăt un acoperiș al unui centru de magazin nou construit s-a prăbușit, păsările fiind ucise în grindina produsă de furtună, și oamenii au fost naufragiați. În zilele următoare multe case din Canberra erau supuse inundațiilor rapide.
Pe 6 martie 2010, o furtună supercelulară lovește Melbourne. Furtuna a cauzat inundații rapide în centrul orașului și grindină de mărimea mingilor de tenis (10 cm sau 4 in) au lovit mașini și clădiri, cauzând pagube de peste 220.000.000$ , și provocând 40.000 de cereri de asigurare. În doar 18 minute, 19 cm (7.5 in) de apă au căzut, cauzând prăpăd după cum erau inundate stațiile și străzile, mașinile și avioanele fiind oprite pe loc.
În aceiași lună, pe data de 22 martie 2010 o furtună supercelulară lovește Perth. Furtuna a fost una dintre cele mai rele din toată istoria orașului, provocând grindină de 6 cm (2.4 in) și ploaie torențială. Orașul și-a avut cantitatea necesară de apă pentru toată luna martie în doar câteva minute. Grindina a provocat pagube severe la proprietăți, de la mașini sparte la geamuri. Furtuna a provocat mai mult de 100.000.000$ pagube.
Pe data de 27 noiembrie 2014 o furtună supercelulară lovește suburbiile orașului Brisbane. Grindina de mărimea mingilor de softball au întrerupt curentul la peste 71,000 de proprietăți, rănind 39 de persoane și provocând o asigurare de pagube de 1.000.000$. O rafală de vânt de peste 141 km/h a fost înregistrată la Aeroportul Archerfield.

### America de Sud
O zonă din America de Sud cunoscută sub numele de coridorul Tornadelor este considerată a fi al doilea loc ca frecvență pentru vreme severă din Statele Unite ale Americii, după Valea Tornadelor. Regiunea, care acoperă porțiuni din Argentina, Uruguay, Paraguay și Brazilia pe perioada primăverii și a verii, experimentează deseori furtuni puternice, care pot include și tornade. Una dintre primele furtuni supercelulare cunoscute ale Americii de Sud care a inclus tornade a apărut pe data de 16 septembrie 1816 și a distrus un oraș din Rojas (240 km sau 150 mi) vest de orașul Buenos Aires.
Pe 20 septembrie 1926 o tornadă EF4 lovește orașul Encarnación (Paraguay), omorând peste 300 de oameni și făcând-o a doua cea mai mortală tornadă din America de Sud. Pe data de 21 aprilie 1970, orașul lui Fray Marcos din Departamentul din Florida, Uruguay, experimentează o tornadă EF4 care a omorât 11 oameni, cea mai puternică tornadă din istoria națiunii. Ianuarie 10, 1973 a fost data care a văzut cea mai severă tornadă din istoria Americii de Sud: Tornada San Justo, la 105 km nord de orașul Santa Fe (Argentina), fiind clasificată ca și EF5, făcând-o cea mai puternică tornadă înregistrată în Emisfera Sudică, cu vânturi depășind 400 km/h. Pe 13 Aprilie ,1993, în mai puțin de 24 de ore în provincia Buenos Aires s-a format cea mai mare izbucnire de tornade din istoria Americii de Sud. Au fost înregistrate mai mult de 300 de tornade, cu intensități cuprinse între F1 și F3. Cele mai afectate orașe au fost Henderson (EF3), Urdampilleta (EF3) și Mar del Plata (EF2). În Decembrie 2000, o serie de 12 tornade (doar înregistrate), afectează Buenos Aires și provincia Buenos Aires, cauzând pagube serioase. Una dintre ele a lovit orașul Guernica, și, doar două săptămâni mai târziu, în Ianuarie 2001, o tornadă EF3 devastează Guernica, ucigând doi oameni.
Pe 26 decembrie 2003 o tornadă EF3 lovește Cordoba, cu vânturi depășind 300 km/h, lovind capitala Córdoba, lovind doar la 6 km de centrul capitalei într-o zonă cunoscută ca CPC Ruta 20, în special cartierele vecine ale San Roque și Villa Fabric, ucigând 5 oameni și rănind sute. Tornada care a lovit statele São Paulo în 2004 a fost una dintre cele mai distructive din state. A distrus câteva clădiri industriale, lăsând în urmă 400 de case distruse, 11 răniți și un mort. Tornada a fost clasificată ca EF3, cu mulți susținând ca a fost un EF4. În Noiembrie 2009, patru tornade de F1 și F2 au lovit orașul Posadas (capitala provinciei Misiones, Argentina), cauzând pagube serioase în oraș. Trei dintre tornade au afectat zona aeroportului, cauzând pagube în Barrio Belén. Pe data de 4 aprilie 2012, Buenos Aires a fost lovit de furtuna Buenos Aires cu intensități între F1 și F2, ce a lăsat în urmă aproape 30 de morți în locații diferite.
Pe 21 februarie 2014, în Berzategui (provincia Buenos Aires), o tornadă de intensitate F1 a cauzat pagube materiale incluzând o mașină, care avea doi ocupanți în ea, mașina ridicându-se câțiva metri de la sol după care a fost dată peste cap peste asfalt, cu fiecare participant fiind răniți mediu. Tornada nu a cauzat nicio fatalitate. Vremea severa care a avut loc în ziua de Marți, 8/11,  a avut niște caracteristici rar văzute în așa magnitudine în Argentina. În multe orașe ca La Pampa, San Luis, Buenos Aires și Cordoba, a căzut grindină intensivă de până la 6 cm în diametru. În ziua de duminică, pe data de 8 decembrie 2013, o serie de furtuni severe au avut loc în centru și pe coastă. Cea mai afectată provincie a fost Córdoba, unde furtunile supercelulare de tipul "bow echos" s-au dezvoltat în jurul Santa Fe și San Luis.

### Europa
În 2009, în noaptea zilei de Luni pe data de 25 Mai, o furtună supercelulară s-a format deasupra Belgiei. A fost descrisă de către meteorologul belgian Frank Deboosere ca "una dintre cele mai rele furtuni din ultimii ani" cauzând multe pagube în Belgia - în mod principal în provinciile Flandra de Est, Brabantul Flamand și Anvers. Furtuna a avut loc între orele 1:00 A.M și 4:00 AM ora locală. Un număr incredibil de 20,000 de fulgere au fost înregistrate în 2 ore, incluzând 10,000 de trăsnete, cu un total de 30,000 de descărcări electrice. Grindină cu o mărime de 6 cm (2.4 in) a fost observată în unele locuri și rafale de vânt de peste 90 km/h (56 mph); în Melle în apropierea Ghent o rafală de vânt de peste 101 km/h (63 mph) a fost înregistrată. Copacii au fost dezrădăcinați și aruncați câteva străzi mai departe. În Lillo (la Est de Antwerp) un tren marfar încărcat a fost suflat de pe șinele de tren.
Pe 18 august 2011, festivalul rock Pukkelpop în Kiewit, Hasselt (Belgia) se poate să fi fost lovit de o furtună supercelulară cu mezociclon în jurul orei 18:15. Vânturile asemănătoare tornadelor au fost raportate, copaci de peste 30 cm (12 in) în diametru au fost doborâți. Grindină severă a lovit campusul. Cinci oameni au fost raportați morți și peste 140 răniți. Unul dintre ei a murit o săptămână mai târziu. Evenimentul a fost suspendat, iar trenurile și autobuzele fiind mobilizate pentru a aduce oamenii acasă.
Pe 28 iunie  2012, trei furtuni supercelulare au afectat Anglia. Două dintre ele s-au format peste regiunile de mijloc, producând grindină raportată ca fiind mai mare decât mingile de golf, cu conglomerate de pietre până la 10 cm. Burbage din Leicestershire a suferit una dintre cea mai severă grindină. O altă furtună supercelulară a produs o tornadă în apropierea Sleaford, în Lincolnshire.
O a treia furtună supercelulară a afectat Nord-Estul regiunii Angliei. O furtună a lovit zona Tyneside direct și fără niciun avertisment în toiul orei de vârf al serei, cauzând pagube largi și provocând haos, cu oameni abandonându-și mașinile și fiind prinși în mijlocul furtunii din cauza lipsei de transport public. Centrurile comerciale au fost inundate și evacuate, stația Newcastle a fost închisă, Metroul Tyne & Wear la fel, cât și drumurile principale au fost inundate ducând la ambuteiaje masive. Serviciile de urgență au fost blocate în unele zone și pagubele produse fiind vizibile doar în următoarea zi după ce s-au retras apele. Multe părți din Durham și Northumberland au fost de asemenea afectate, cu mii de case de-a lungul Nord-Estului fiind lăsate fără curent electric din cauza trăsnetelor. Trăsnetul a fost observat lovind Newcastle.
În Europa, mini-supercelulele sunt foarte comune, în special atunci când furtunile se dezvoltă în regiunile polare cu mase de aer mai reci.

### America de Nord
Aleea Tornadelor este o regiune din America Centrală unde vremea severă este comună, în special tornadele, de unde și numele. Furtunile supercelulare pot afecta această regiune la orice timp din an, dar sunt mult mai comune pe durata primăverii. Supravegherea și avertizarea tornadelor sunt frecvent necesare pe durata primăverii cât și a verii. Cele mai multe locuri din Marile Câmpii, de la Coastele de Est ale Statelor Unite la Nordul Preriilor Canadiene, la regiunea Lacurilor Mari cât și Râul St. Lawrence experimentează una sau mai multe furtuni supercelulare în fiecare an.
Georgia, Gainesville a fost locul în care a cincea cea mai devastatoare tornadă din istoria Americii a avut loc. În 1936, Gainseville a fost devastat și 203 persoane au fost ucise.
În anul 1980 Marea Izbucnire de Tornade a afectat orașul Nebraska pe data de 3 iunie 1980. Șapte tornade au atins pământul în oraș sau în apropierea orașului în acea noapte, ucigând 5 persoane și rănind alte 200.
Tornada Elie, Manitoba a fost o tornadă F5 care a lovit orașul Elie, Manitoba pe data de 22 iunie 2007. În timp ce câteva case au fost distruse complet, nimeni nu a fost rănit sau ucis de tornadă.
O izbucnire masivă și violentă de tornade a avut loc pe data de 3 mai 1999 când o tornadă masivă F5 a fost formată în zona Oklahoma în care s-au  înregistrat cele mai mari vânturi de pe Pământ (486 km/h ± 32 km/h). Izbucnirea a format peste 66 de tornade doar în Oklahoma. În această zi prin teritoriul Oklahoma, Kansas și Texas au fost înregistrate 141 de tornade. Izbucnirea a rezultat în 50 de morți și 895 de răniți.
O serie de tornade, care au avut loc în luna mai 2013, au cauzat o furtună devastare severă asupra orașului Oklahoma în general. Prima izbucnire de tornade a avut loc pe data de 18 mai spre 21 mai când o serie de tornade au lovit orașul. De la prima furtună s-a dezvoltat o tornadă care a fost mai târziu clasificată ca EF5, călătorind prin părțile orașului Oklahoma, cauzând pagube severe. Tornada a fost prima dată observată în Newcastle. A  atins pământul pentru o durată de 39 de minute, trecând printr-o secțiune foarte populată a Moore. Vânturile au fost înregistrate cu o limită maximă de 340 km/h (210 mph). 23 de decese și 377 de răni au fost cauzate de tornadă. 61 de alte tornade au fost confirmate pe durata furtunii. Mai târziu în aceeași lună, în ziua de 31 mai 2013, alte cazuri de 8 morți au fost confirmate a ceea ce a devenit cea mai lungă tornadă din istorie care a lovit El Reno, Oklahoma, având o mărime de 4.2 km. Institutul național de meteorologie din SUA a declarat că aceasta a fost cea mai violentă, nesigură și distructivă tornadă din câte au fost observate.
Tornada este de asemenea responsabilă pentru primele morți din istoria vânatului de furtuni, în care Tim Samaras împreună cu fiul său, Paul Samaras, și un alt membru al echipei TWISTEX, Carl Young, și-au pierdut viața când au fost prinși în mijlocul tornadei, purtându-i în aer aproximativ 1 km. Mașina a fost găsită de către șerif, după ce a fost compresată într-o minge metalică.

### Africa de Sud
Martorii din Africa de Sud spun că au observat multiple furtuni supercelulare în fiecare an cu câteva dintre ele producând și tornade. În cele mai multe ocazii aceste tornade au avut loc în câmpii deschise și rareori au produs pagube materiale. Majoritatea supercelulelor s-au dezvoltat în partea centrală, de nord, și de nord-est. Statele Libere, Guateng și Kwazulu sunt de obicei provinciile unde aceste furtuni sunt cele mai comune, totuși activitatea supercelulară nu este limitată doar la aceste provincii. În anumite ocazii, grindina a atins mărimea unei mingi de golf, și tornadele, chiar dacă rar, au loc de asemenea.
Pe 6 mai 2009, un "hook echo" bine definit a fost observat pe radarele locale din Sudul Africii, împreună cu imagini din satelit care au susținut prezența unei furtuni supercelulare puternice. Raporturi din zonă au indicat ploaie puternică, vânturi și grindină mare.
Pe data de 2 octombrie 2011, două tornade devastatoare au trecut prin două părți separate ale Africii de Sud în aceiași zi, la distanță de câteva ore. Prima tornadă, clasificată ca un EF2 a lovit Meqheleng, o așezare neoficială în afara Ficksburg, Statele Libere devastând case, au dezrădăcinat copaci și au ucis un copil mic. A doua tornadă, care a lovit o așezare neoficială în Duduza, Nigel și în provincia Guateng, de asemenea clasificată ca un EF2 a lovit la distanță de câteva ore de prima care a lovit Ficksburg. Aceasta a devastat complet părți ale așezării neoficiale ucigând doi copii, provocând pagube materiale.

## Galerie

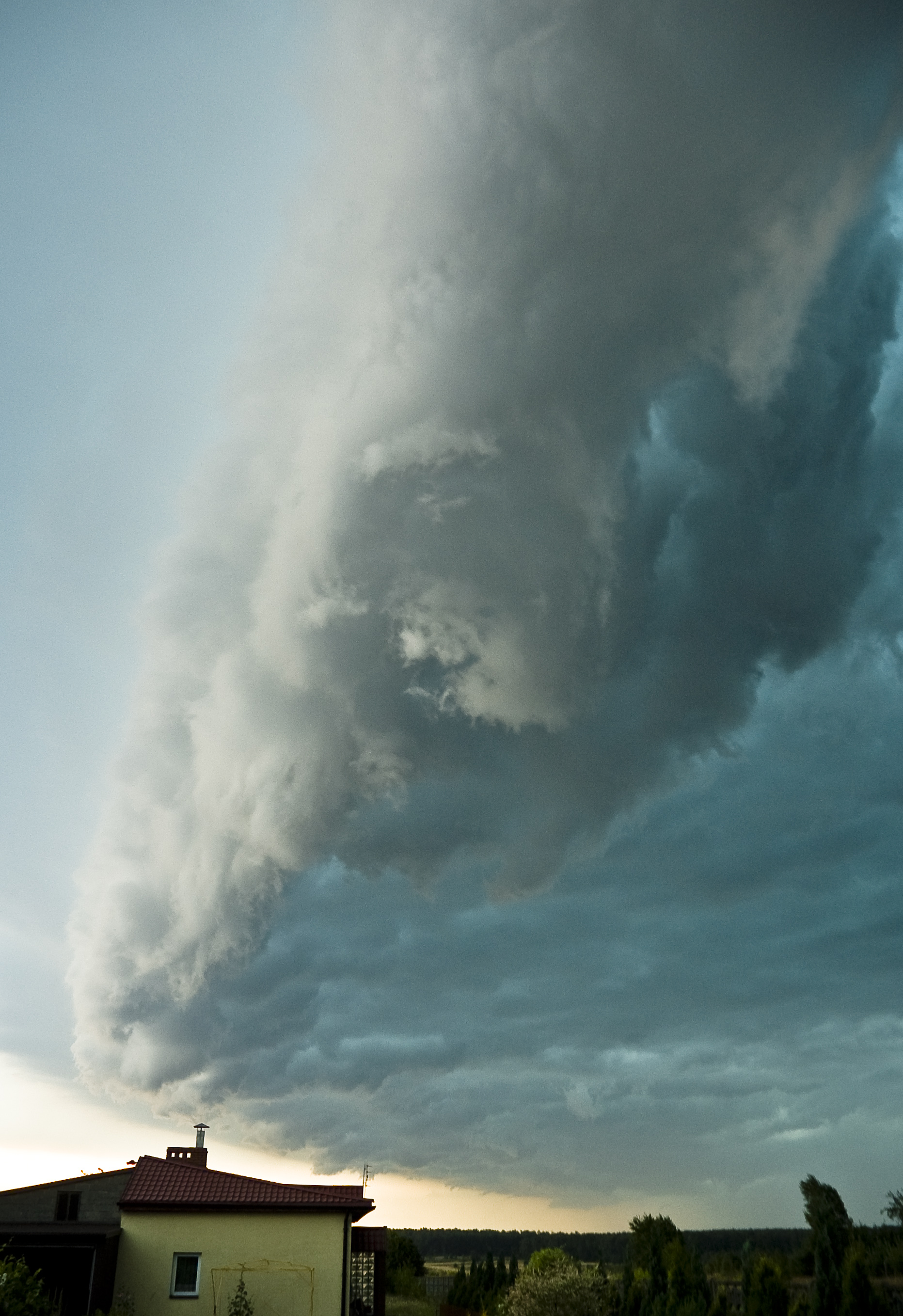
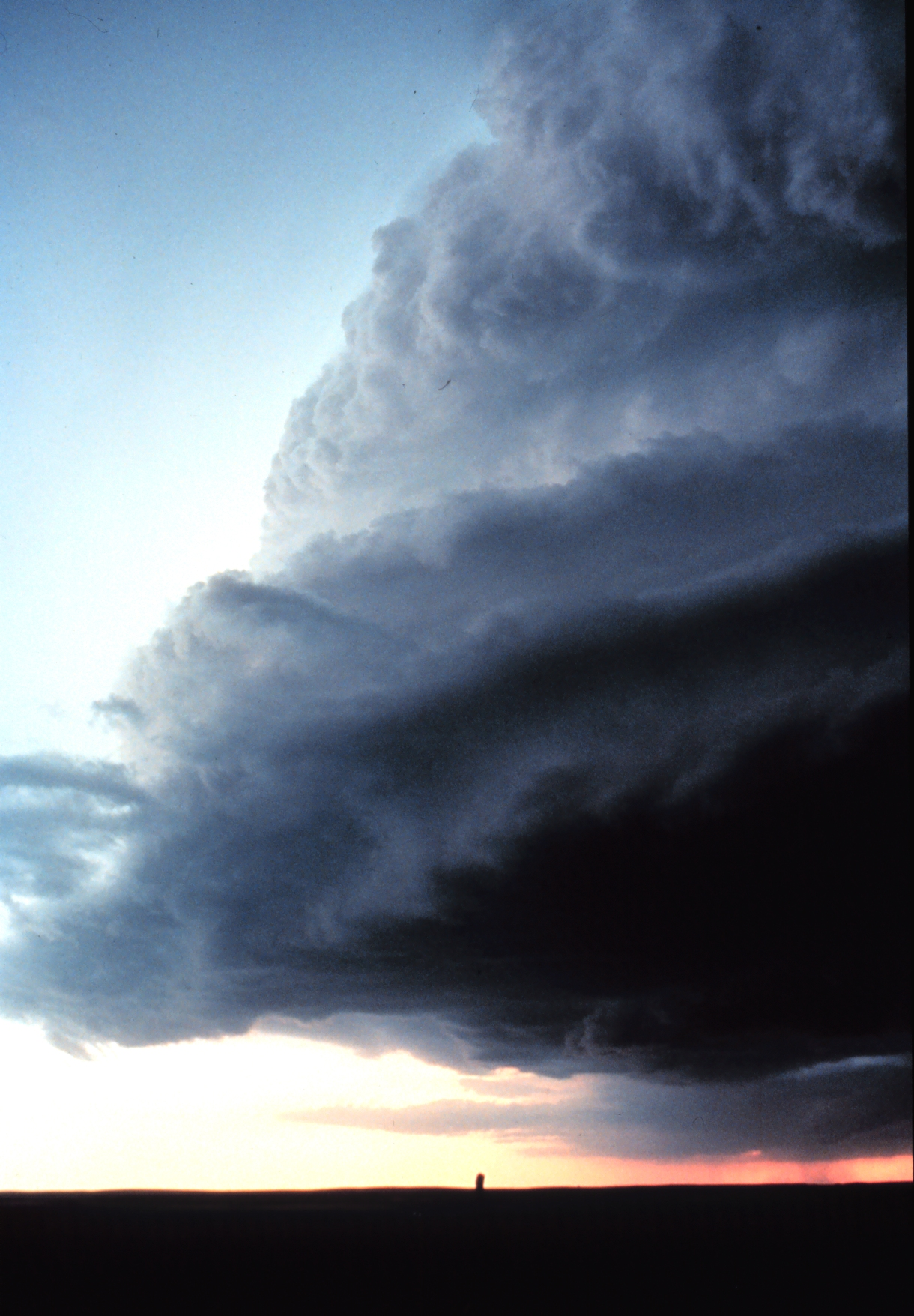
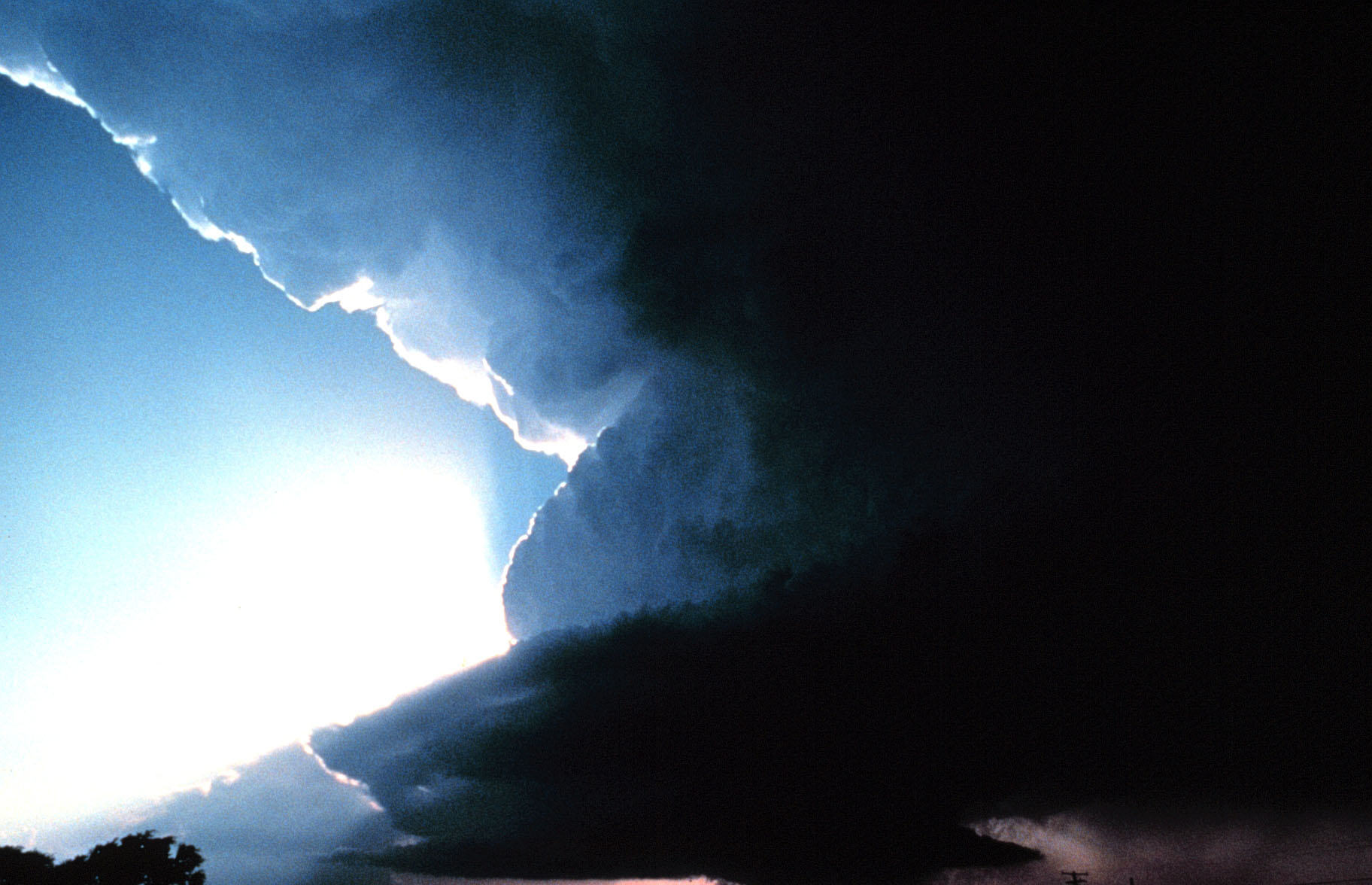
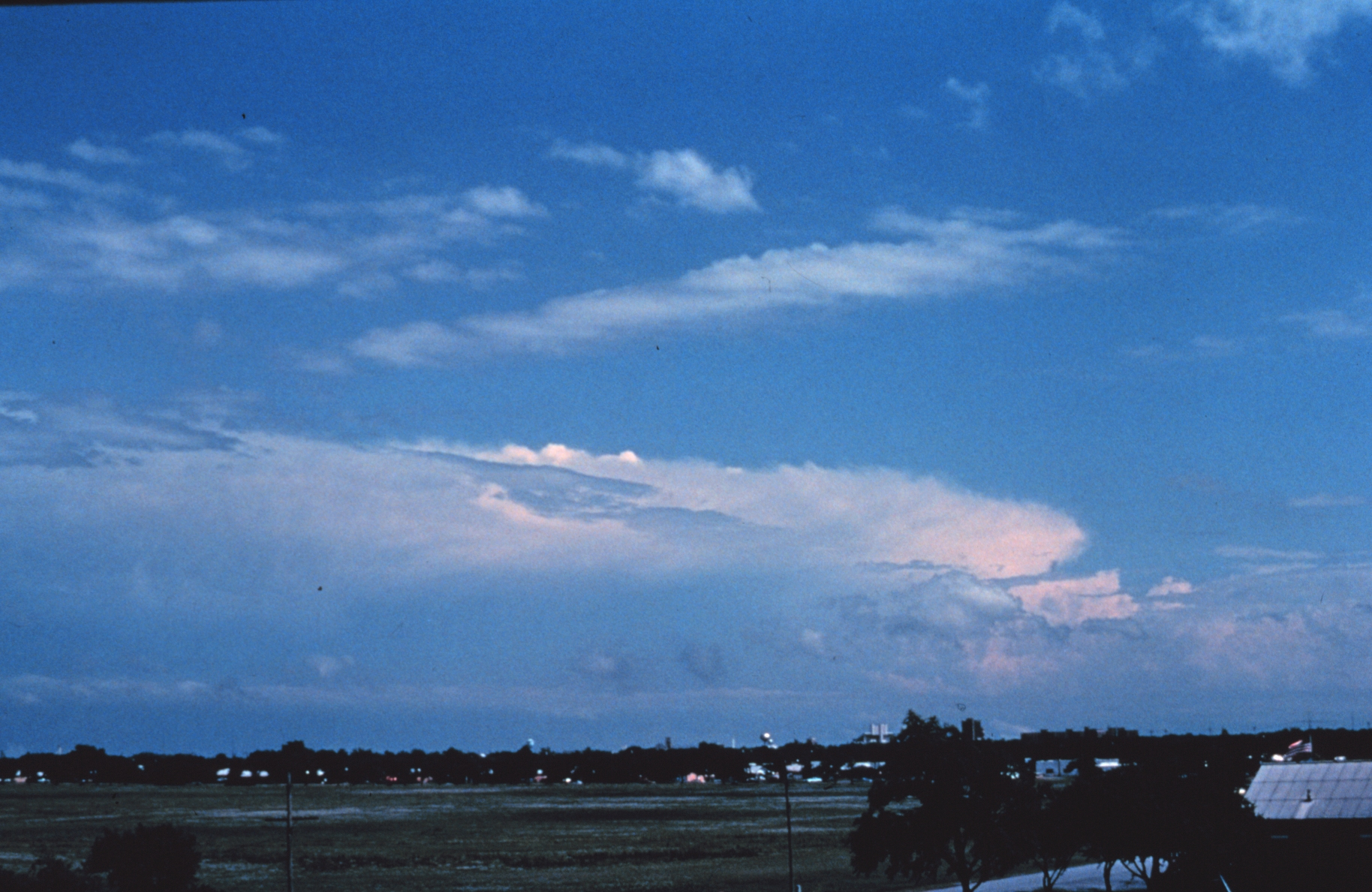

## Link-uri externe
- Structure and Dynamics of Supercell Thunderstorms
- Lemon, Leslie R., (1998) On the Mesocyclone "Dry Intrusion" and Tornadogenesis
- Electronic Journal of Severe Storms Meteorology